# Märkischer Turnerbund Brandenburg
Der Märkische Turnerbund Brandenburg e. V. (MTB) ist der Landesfachverband für Turnen, Freizeit-, Gesundheits- und Spitzensport im Land Brandenburg. Er ist Mitglied im Deutschen Turner-Bund sowie im Landessportbund Brandenburg.

## Geschichte
Der Märkische Turnerbund Brandenburg wurde im Dezember 1990 auf seinem 1. Landesturntag in Frankfurt (Oder) gegründet, 2014 erhielt er den heutigen Namen. Unter seinem Dach wird der Breiten-, Freizeit- und Gesundheitssport genauso wie der Leistungssport angeboten. In diesem Segment konnten seit der Gründung nationale und internationale Erfolge insbesondere in den Bereichen Gerät- und Trampolinturnen, Rhythmische Sportgymnastik, Rhönradturnen sowie Musik und Spielmannswesen erreicht werden.

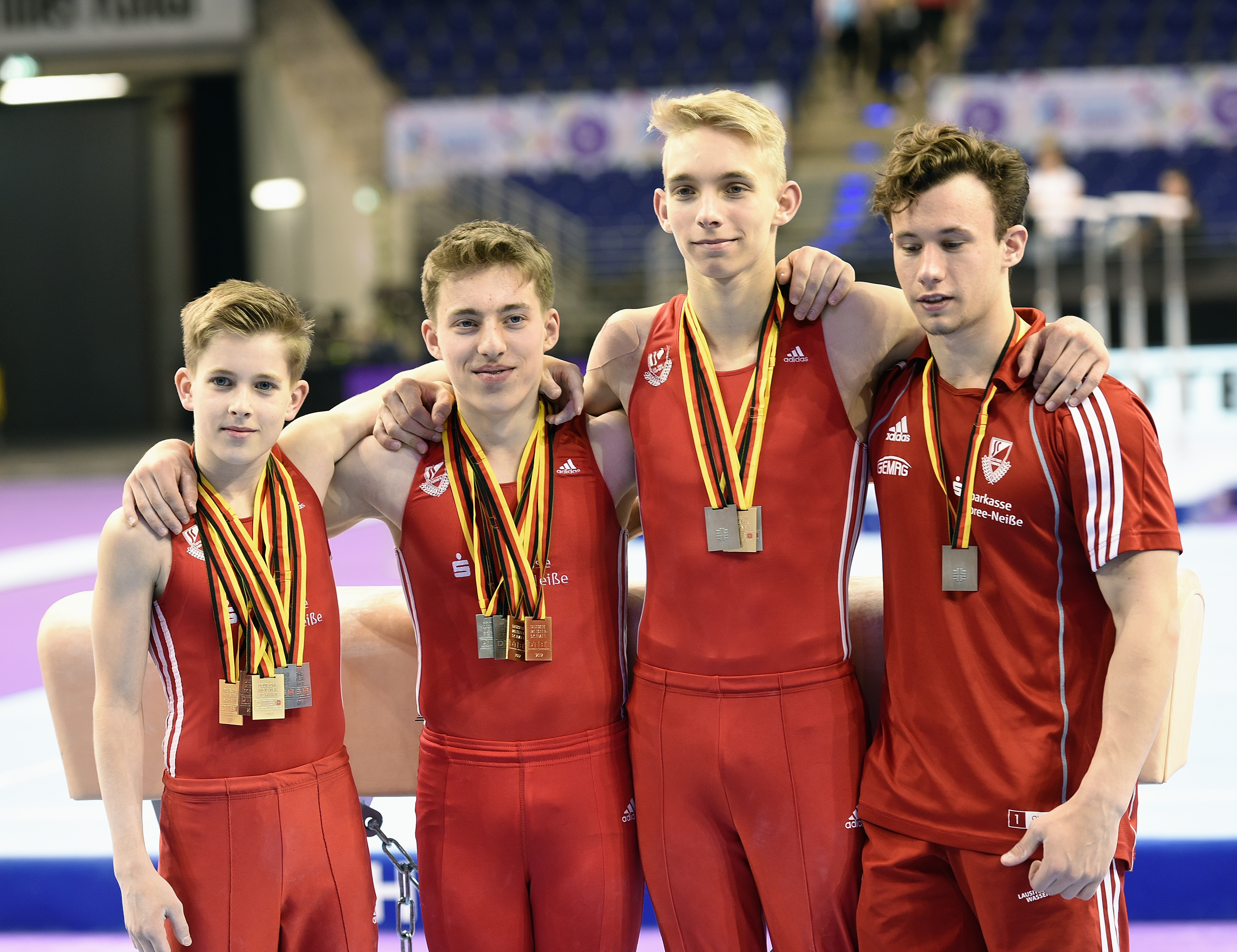
Turner des SC Cottbus Turnen e. V. beim Internationalen Deutschen Turnfest 2017

Zu den erfolgreichsten Mitgliedern des Märkischen Turnerbundes Brandenburg zählen der zweifache Vizeweltmeister und Europameister im Gerätturnen/Mehrkampf Philipp Boy sowie der Turnverein SC Cottbus Turnen e. V., der mehrfach Deutscher Mannschaftsmeister wurde. Der Verein veranstaltet seit über 45 Jahren das Turnier der Meister, das im Gerätturnen den Status eines Weltcup-Turniers hat. Daneben konnten Robert Maaser im Rhönradturnen sowie die Fanfarenzüge aus Potsdam und Strausberg internationale Erfolge wie mehrfache Weltmeistertitel für den Turnerbund erreichen. Die seit 1991 jährlich ausgerichtete „Fanfaronade“ der Turnermusiker ist seit 2012 offizielle Veranstaltung der World Association for Marching and Show Bands und neben der Ausrichtung als Offene Meisterschaft zudem Qualifikationsturnier für die Weltmeisterschaft der WAMSB.
Für die leistungssportliche Entwicklung im Nachwuchsbereich stehen dem MTB die Turn-Talentschulen in Cottbus, Forst, Potsdam und Strausberg sowie sechs Landesstützpunktenzur Verfügung. Daneben existiert mit der Märkischen Turnerjugend eine Jugendorganisation im Märkischen Turnerbund. Zur Unterstützung des Breitensports wurden 2008 der in Potsdam, später in Lindow (Mark) durchgeführte Brandenburger Sport- und Fitness-Kongresse sowie das 2009 in Oranienburg und 2014 in Brandenburg an der Havel veranstaltete Landesturnfest ausgerichtet. Der Märkische Turnerbund vereinigt seine Angebote in diesem Bereich unter dem Begriff GYMWELT.

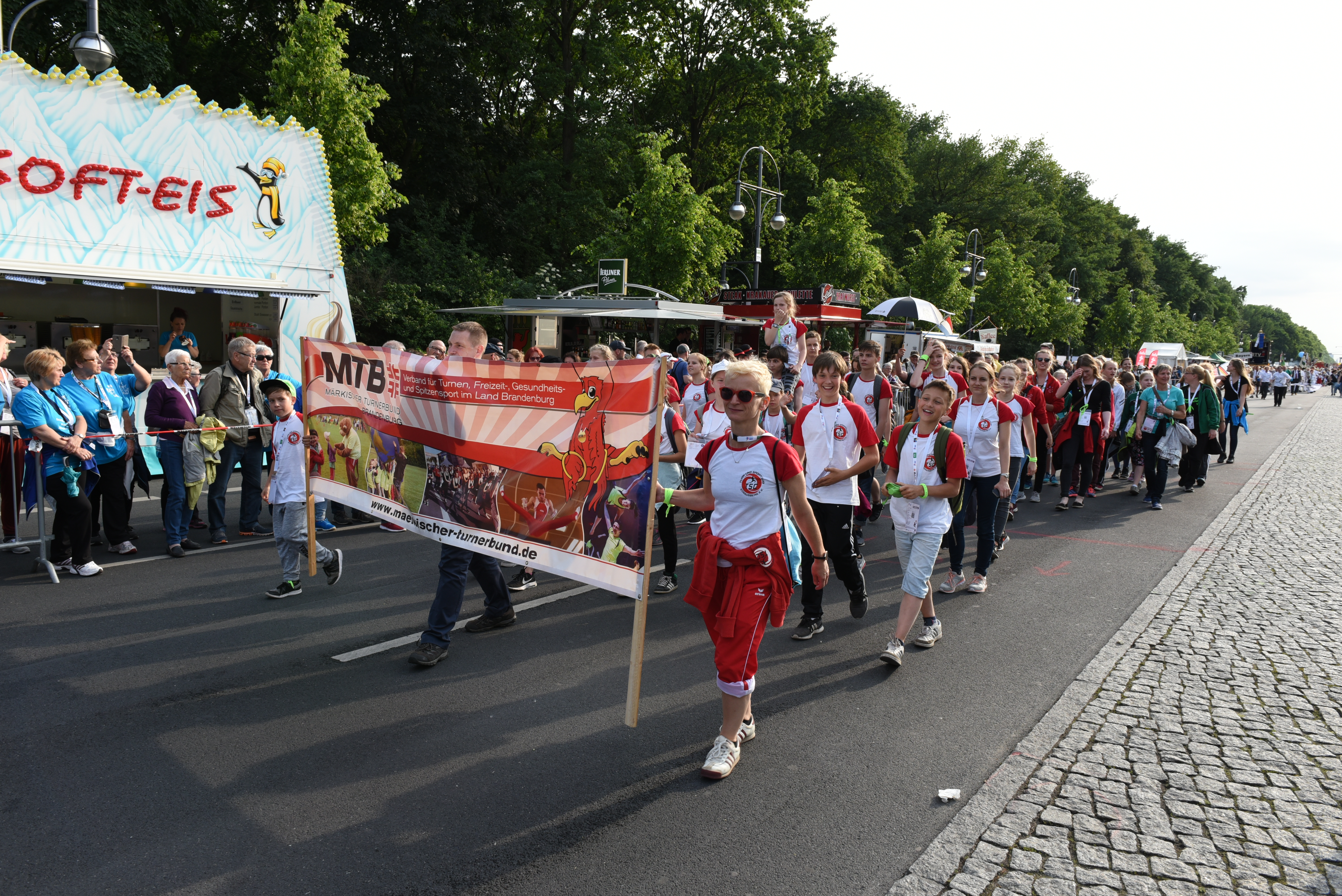
Der Märkische Turnerbund beim Internationalen Deutschen Turnfest 2017.

## Gliederung
Territorial ist der Märkische Turnerbund Brandenburg in die Turnbezirke Lausitz, Oderland/Uckermark, Potsdam-Mittelmark und Prignitz gegliedert.

## Aufgaben
Der Märkische Turnerbund Brandenburg setzt sich gemäß dem eigenen Leitbild insbesondere für Gesundheitsprävention, Persönlichkeitsentwicklung, Partnerschaft und Gleichstellung sowie demokratische Kultur ein. Bei der Unterstützung seiner Vereine liegt ein Schwerpunkte auf der Aus- und Fortbildung im Trainings- und Übungsbereich, er führt aber auch kontinuierlich Meisterschaften und Wettkämpfe sowie Großveranstaltungen durch. Darüber hinaus vertritt er die Interessen seiner Mitglieder im Sport und in der Gesellschaft.